# Gmina Małomice
Die Gmina Małomice [ˈɡmina mawɔˈmʲiʦɛ] ist eine Stadt-und-Land-Gemeinde im Powiat Żagański der Woiwodschaft Lebus in Polen. Ihr Sitz ist die gleichnamige Stadt (deutsch Mallmitz) mit etwa 3500 Einwohnern.

## Geographie
Die Gemeinde mit 79,5 km² Fläche liegt im Süden der Woiwodschaft. Sie grenzt an die Woiwodschaft Niederschlesien, die Stadt Szprotawa (Sprottau) und die Landgemeinde Żagań (Sagan). Zu den Gewässern gehören Bober (Bóbr), Kwisa (Queis) und Ruda. Die Woiwodschaftshauptstadt Zielona Góra (Grünberg in Schlesien) ist etwa 40 Kilometer entfernt, die deutsche Grenze 50 und die tschechische Grenze 75 Kilometer.
Die Stadt liegt an der Eisenbahnstrecke Berlin–Breslau.

## Geschichte
Der Hauptort Małomice erhielt 1969 die Stadtrechte. Die Gemeinde wurde vier Jahre später wiedergegründet.
Partnerschaft und Zusammenarbeit
Die Gemeinde ging eine Partnerschaft mit dem brandenburgischen Zeuthen ein und trat der 1993 gegründeten Euroregion Spree-Neiße-Bober bei.

## Gliederung
Die Stadt-und-Land-Gemeinde Małomice hat etwa 5250 Einwohner und umfasst neben der Stadt sechs Dörfer mit Schulzenämtern:
- Małomice (Mallmitz)
- Bobrzany (Girbigsdorf)
- Chichy (Kunzendorf)
- Janowiec (Johnsdorf)
- Lubiechów (Liebichau)
- Śliwnik (Schadendorf)
- Żelisław (Silber)